# Déva

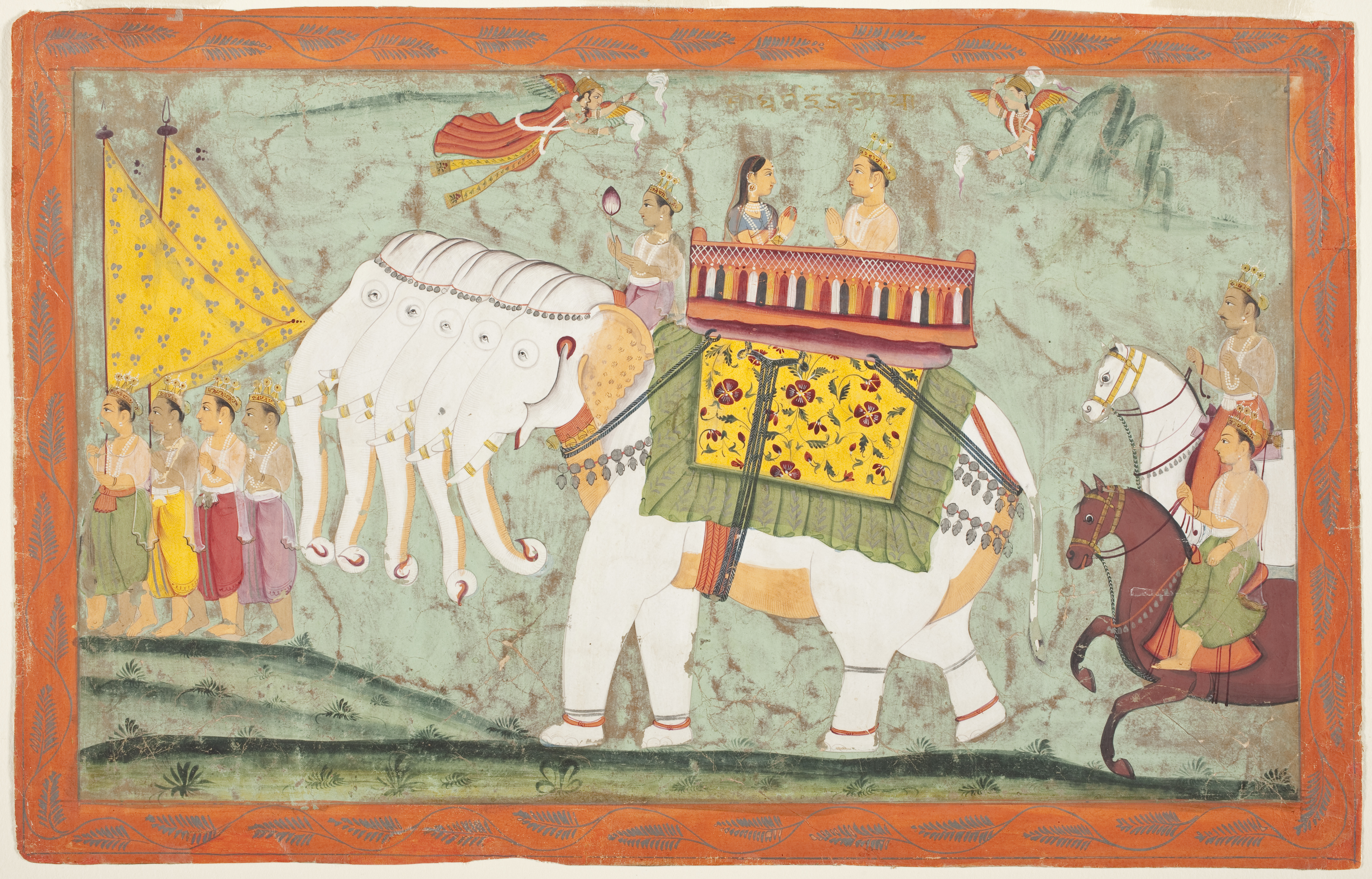
Indra, védský král dévů na bílém slonu, rádžastánská malba z konce 17. století

Déva (v sanskrtu देव déva „nebeský, božský“, ve védském sanskrtu daijva[zdroj⁠?!]), femininum déví, je v hinduismu označení božstev. Velké množství dévů bylo uctíváno ve védském náboženství, kde byli ústředním objekty kultu, v pozdějším hinduismu se staly spíše bytostmi podřízenými nejvyšší bytosti, často ztotožňované s Višnuem, Šivou či Déví. Dévové často vystupují jako nepřátelé asurů a jiných démonických bytosti jako jsou dásové a dánavové. Dévové i asurové jsou označováni za vnuky Dakšovy, první jsou syny Aditi, zatímco druzí Diti či Dánu.
Kromě hinduismu se slovo déva používá pro označení božských bytostí také v buddhismu, džinismu a některých formách New Age.

## Vývoj
Počátky výrazu déva sahají až k praindoevropskému *deiwós „bůh, nebešťan“, jež vychází z *d(i)jéus „nebe“ a to zase z *di či *dei „vydávat světlo“ a souvisí s indoevropskou představou bohů jako nebeských a světelných bytostí. Odpovídají mu výrazy jako latinské deus, irské día, severské tý nebo lotyšské dievs – všechna ve významu „bůh, božstvo“.
V íránských jazycích počala příbuzná slova označovat démona, příklad je avestánské daéva, zatímco slovo ahura, příbuzné sanskrtskému asura, se stalo čestným titulem některých blahovolných bytostí, včetně nejvyššího boha Ahura Mazdy. To vedlo některé badatele k názoru že v době indoíránské jednoty existovaly dvě skupiny božstev, z nichž jedna byla démonizována v indickém a druhá v íránském náboženství. Wash Edward Hale se naproti tomu domnívá že rané védské texty ve skutečnosti asury jako skupiny božských bytostí neznají.
Védští dévové jsou obdařeni nadlidskou silou, krásou, moudrostí a dobrotou a jsou svrchovanými vládci nad celým světem a jeho obyvateli. Smrtelníkům jsou až na výjimky příznivě nakloněni a lze si je na svou stranu naklonit prosbami, chvalozpěvy a obřady.